# Poranica Valles
Le Poranica Valles sono una struttura geologica della superficie di Venere.